# Resičasta zvezdica
Resičasta zvezdica (znanstveno ime Geastrum fimbriatum) je gliva iz rodu zvezdic (Geastrum).
Znanstveno ime izvira iz grščine gé = zemlja e astér = zvezda; in iz latinščine fimbriatus = opremljena z resami, fibrilozna, resičasta.

## Značilnosti
Resičaste zvezdice so široke 2–5 cm. Mlade gobe so kroglaste in se razvijajo se pod zemljo. Ko dozorijo, se zunanja lupina (eksoperidij) zvezdasto raztrga in upogne navzven, tako da se notranja kroglica dvigne iz tal in dobi značilno zvezdasto obliko. Eksoperidij je sestavljen iz 5–10 zvezdastih, bledo sivo-rjavih do smetanastih krakov.
Lupina, ki obdaja notranjo kroglico v kateri so trosi (endoperidij), je pritrjena in leži neposredno na zunanji lupini. Je bledo rjave do kremasto bež barve. Na vrhu trosnega mešička je majhna, obrobljena odprtina, ki ji pravimo peristom, skozi katero se izločajo rjavi trosi.

## Razširjenost in življenjski prostor
Pojavljajo se posamično ali v skupinah od aprila do novembra, najpogosteje med septembrom in oktobrom. Resičasta zvezdica raste tako v listnatih kot iglastih gozdovih. Pogosto jo najdemo v talni stelji iglastih gozdov, zlasti pod smrekami. Pojavlja pa se tudi na gozdnih poteh, v grmovju, na železniških nasipih ali v parkih in na pokopališčih.

## Mikroskopske značilnosti
Temno rjav trosni prah. Trosi so okrogli, bradavičasti, veliki 2,9–3,5 μm.

## Podobne vrste
- ovratniška zvezdica (Geastrum triplex) ima mesnat ovratnik med zunanjo in notranjo lupino. Je večja in ima večje trose.
- rusa zvezdica (Geastrum rufescens) ima rdečkaste prečno razpokane krake zunanje ovojnice. Je večja in ima večje trose.

## Uporabnost
Neužitna.

## Galerija slik
- Razprti podvihani kraki
- Odprtina
- Habitat
- Trosi